# Lacistema
Lacistema é um género botânico pertencente à família Lacistemataceae.

## Espécies
Composto por 41 espécies:
| - Lacistema aggregatum (Berg) Rusby - Lacistema alterum - Lacistema angustum - Lacistema berterianum - Lacistema blancheti - Lacistema bolivianum - Lacistema coriaceum - Lacistema curtum - Lacistema ellipticum - Lacistema elongatum - Lacistema fagifolium - Lacistema floribundum - Lacistema grandifolium - Lacistema guyanense | - Lacistema hasslerianum - Lacistema intermedium Schnizl. - Lacistema krukovii - Lacistema leptostachyum - Lacistema lucidum - Lacistema macbridei - Lacistema macbridii - Lacistema myricoides - Lacistema nena - Lacistema oblongum - Lacistema occidentale - Lacistema orinocense - Lacistema pacificum - Lacistema pedicellatum | - Lacistema pittieri - Lacistema polystachyum - Lacistema poeppigii - Lacistema pubescens Mart. - Lacistema purpureum - Lacistema recurvum Schnizl. - Lacistema robustum Schnizl. - Lacistema rosidiscum - Lacistema rostratum' - Lacistema serrulatum Mart. - Lacistema tomentosum - Lacistema trichoneurum - Lacistema weberbaueri |